# Вяжищі (Новгородський район)
Вяжищі (рос. Вяжищи) — присілок в Новгородському районі Новгородської області Російської Федерації.
Населення становить 110 осіб. Входить до складу муніципального утворення Єрмолинське сільське поселення.

## Історія
Від 2004 року входить до складу муніципального утворення Єрмолинське сільське поселення.

## Населення
| 2010 |
| ---- |
| 110  |